# Cuisine riojane

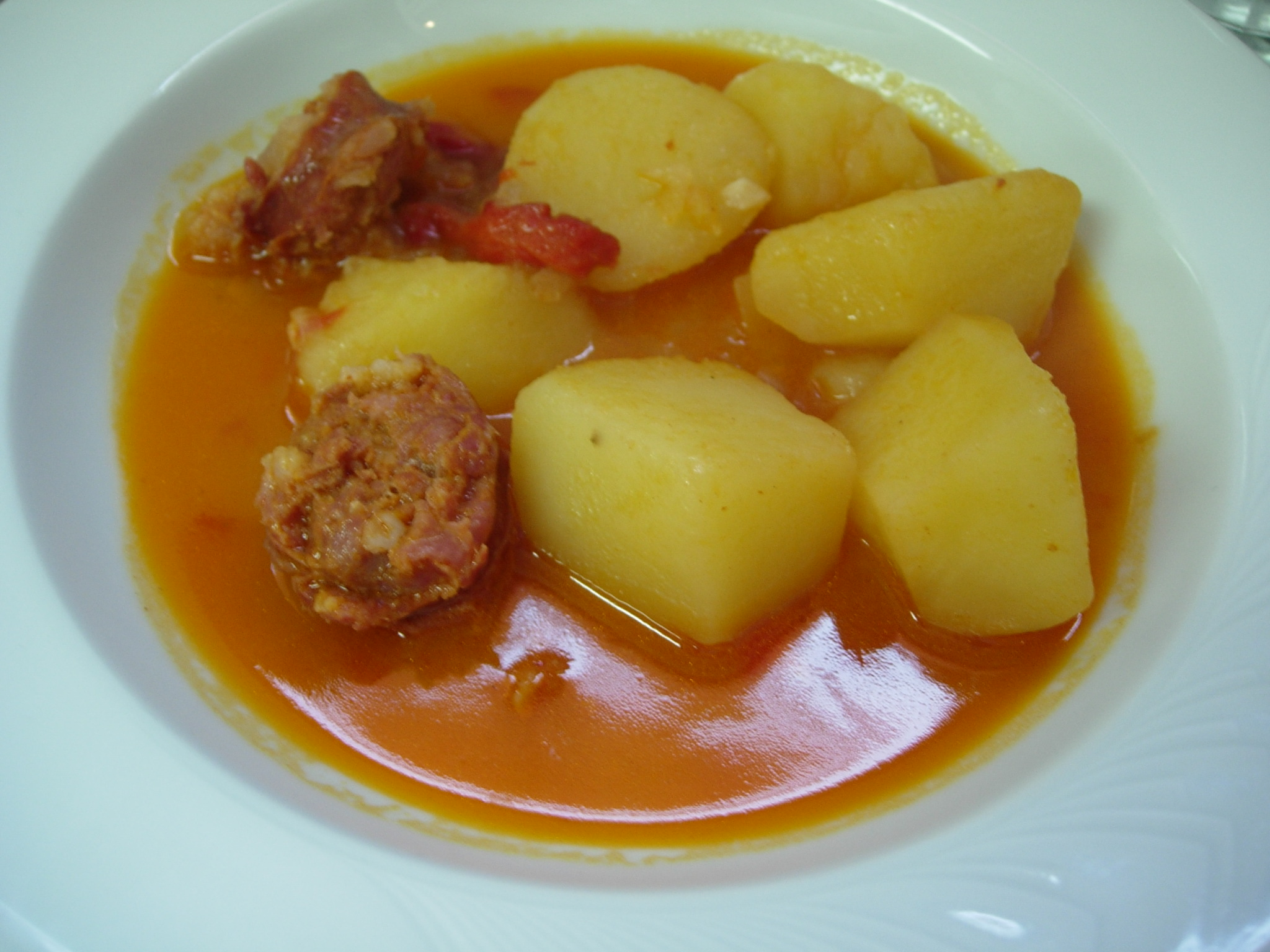
Pommes de terre à la Rioja ou pommes de terre au chorizo.

La gastronomie de La Rioja est l'ensemble des procédés et produits culinaires que l'on trouve dans La Rioja. Elle se distingue par l'abondance de ses confiseries, reflet d'une vie de couvent très étendue sur tout le territoire. Son trait distinctif est sa production de vin, bien que sa cuisine soit moins connue au niveau international. Ses meilleurs vins sont des rouges, bien que des blancs et des rosés soient également produits. La région de La Rioja bénéficie du passage de l'Èbre, qui donne naissance à une bande de terre fertile aux vergers abondants. Cette cuisine est apparentée aux cuisines basque, navarraise et aragonaise.
La dénomination « à la Rioja » donnée à nombre de ses plats provient de l'utilisation abondante des poivrons de ses vergers ou de certains de ses dérivés comme le paprika. Les plats les plus traditionnels ne portent pas ce nom, comme la traditionnelle caldera de caparrones. La route jacobine (variante française) passe par ses terres et est considérée comme une source de transmission des connaissances culinaires,. En particulier sa capitale, Logroño, qui rassemble la diversité des plats de la province.

## Histoire
L'histoire documentée de la gastronomie riojane remonte à la période médiévale de la Reconquête, lorsque deux tendances, la chrétienne abondante en viande rôtie et la cuisine un peu plus élaborée d'Al-Andalus, se sont mélangées. Toutes deux se sont reflétées dans les repeuplements qui ont eu lieu dans la région à partir du IXe siècle. Il y avait de nombreux quartiers juifs dans La Rioja au XVe siècle mais ils ont laissé peu de traces dans les siècles suivants. La première culture documentée dans l'histoire du vin de Rioja date de la même époque et est consignée dans le Cartulario de San Millán et dans une donation au monastère de San Andrés de Trepeana (Treviana).
L'écrivain Gonzalo de Berceo mentionne les fromages de la Sierra de Cameros au XIIe siècle. Ses ingrédients culinaires habituels étaient déjà mentionnés au début du XVIIIe siècle lorsque Mateo de Anguiano, dans son Compendio historial de la province de La Rioja, de sus Santos, y Milagrosos Santuarios, décrivait l'abondance de fruits et de légumes dans la région.
L'école hôtelière de La Rioja a été créée en 1982, dans la ville de Santo Domingo de la Calzada, étant au départ une section de l'Institut polytechnique Cosme García de Logroño.